# Günther Osche

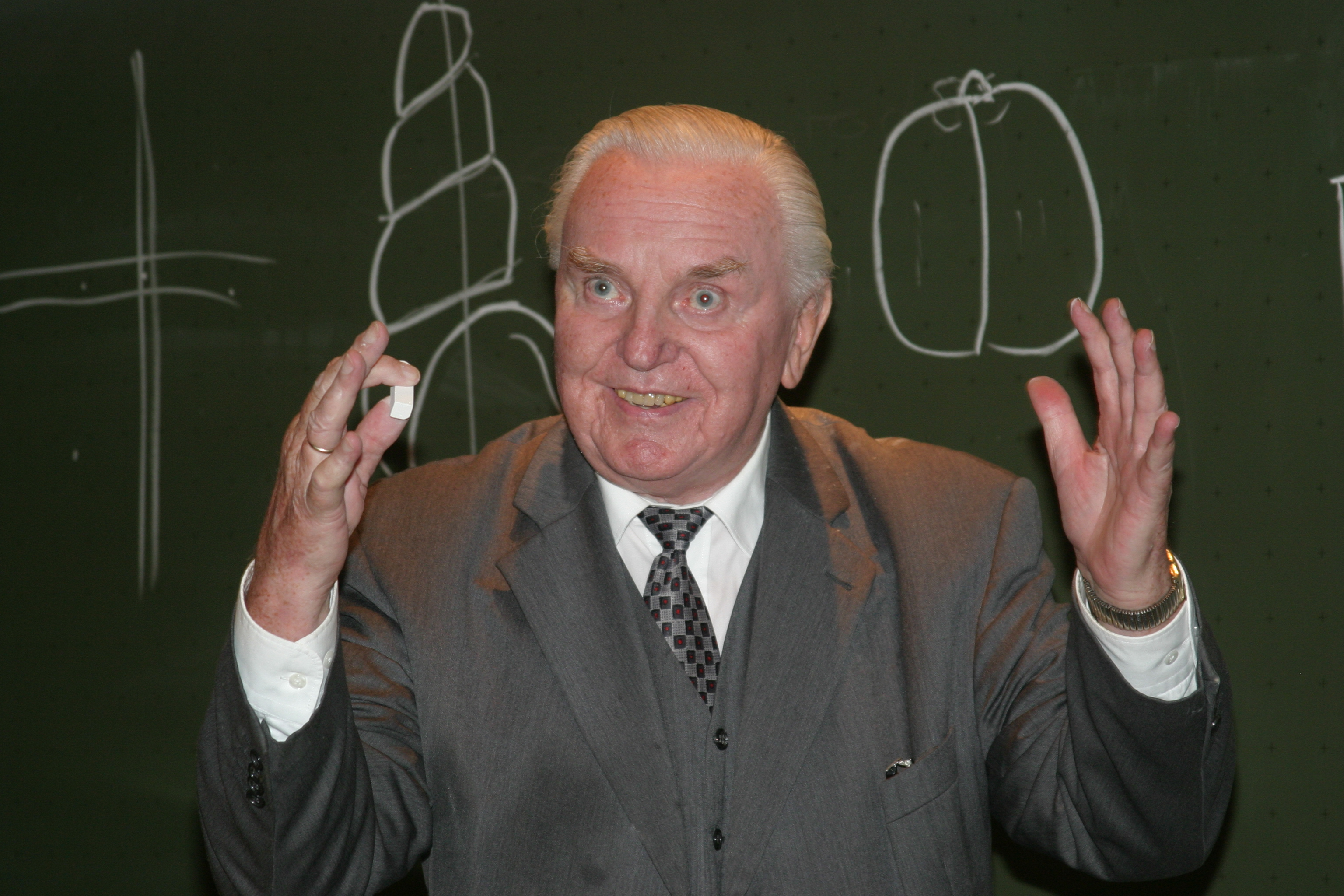
Günther Osche (2006)

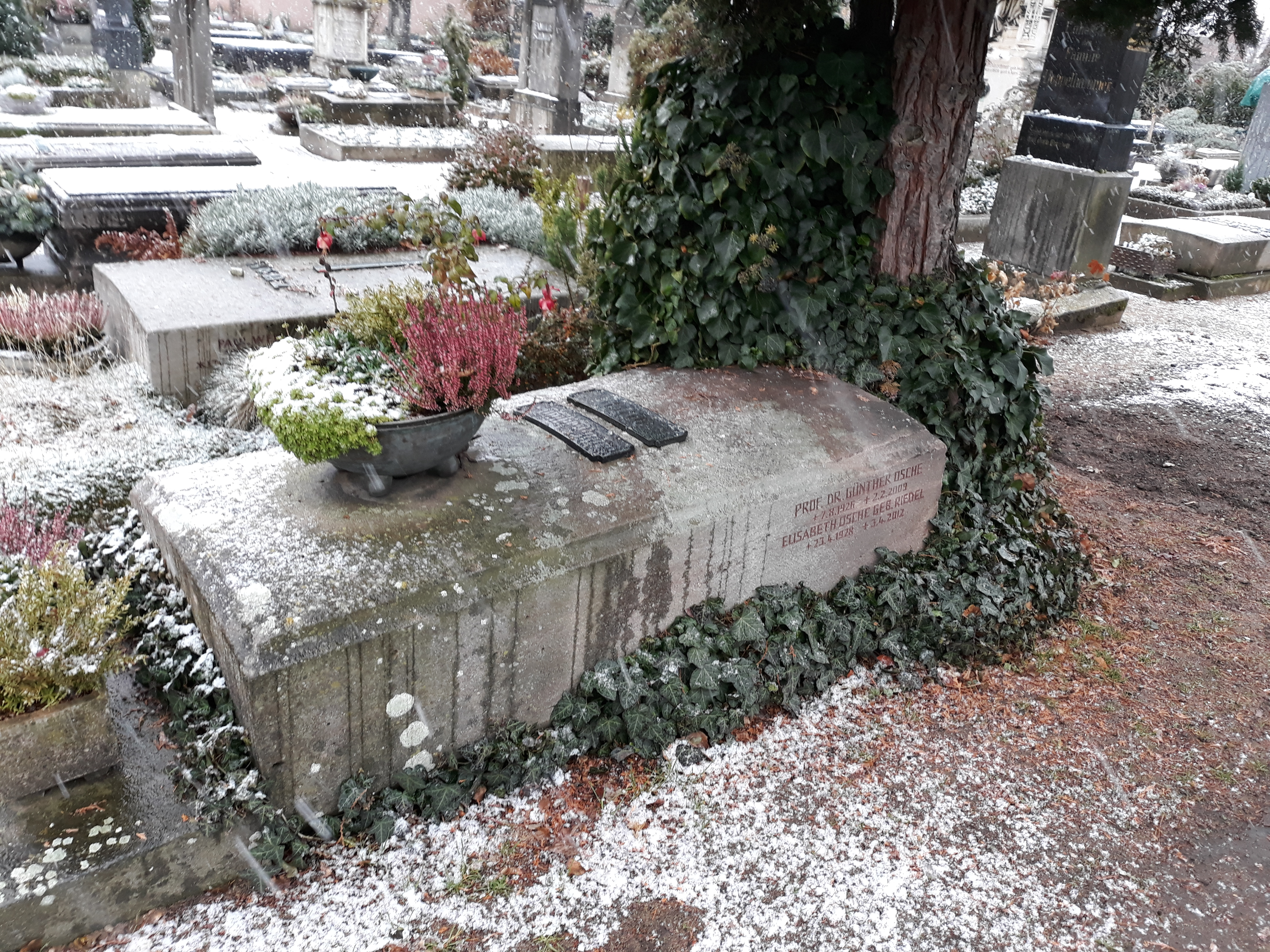
Das Grab von Günther Osche seiner Ehefrau Elisabeth auf dem Johannisfriedhof (Nürnberg).

Günther Osche (* 7. August 1926 in Neustadt an der Haardt; † 2. Februar 2009 in Freiburg im Breisgau) war ein deutscher Zoologe, Evolutionsbiologe, Ökologe und Parasitologe.

## Leben
Von Kindheit an interessierte sich Osche für die Natur. Mit 15 Jahren wurde er Mitglied der Deutschen Ornithologen-Gesellschaft, mit 16 schloss er sich der Naturhistorischen Gesellschaft Nürnberg an. 1927 zog er mit seiner Familie nach Nürnberg, wo er ab 1937 das Gymnasium besuchte. 1943 wurde Günther Osche zum Militärdienst einberufen, konnte aber die Schule noch mit einem „Notabitur“ abschließen. Im Juli 1944 kam er als Soldat an die Front, wo er im November 1944 in Frankreich schwer verwundet wurde.
Nachdem Osche im April 1946 aus der Gefangenschaft entlassen worden war, nahm er das Studium an der Universität Erlangen auf. Neben Zoologie und Botanik belegte er Kurse in Geologie, Chemie und Geographie. 1951 wurde er mit summa cum laude promoviert. Seine Dissertation hatte den Titel Systematik, Phylogenie und Ökologie der Gattung Rhabditis (Nematoda) und wurde von Hans-Jürgen Stammer betreut.
Danach erhielt ein Stipendium vom Freistaat Bayern und 1952 eine Stelle als wissenschaftlicher Assistent, auf der er seine Studien mit freilebenden und parasitischen Nematoden fortsetzte. 1963 habilitierte er sich an der Universität Erlangen mit einer Arbeit über die systematische Stellung und Phylogenie der Zungenwürmer (Pentastomida). 1966 wurde Osche Universitätsdozent und veröffentlichte das populärwissenschaftliche Buch Die Welt der Parasiten und den Beitrag Grundzüge der allgemeinen Phylogenetik im Handbuch der Biologie.
Im selben Jahr wurde ihm sowohl in Kiel als auch in Freiburg im Breisgau ein Lehrstuhl angeboten. Osche nahm den Freiburger Lehrstuhl für Systematische Zoologie an. Er gehörte damit zur „Dritten Generation“ von Ordinarien, die bei der Neustrukturierung der Fakultät für Biologie berufen wurden und als deren „Gründerväter“ Hans Mohr und Bernhard Hassenstein gelten. In den Jahren 1963/1964 kam die „Zweite Generation“ mit den Ordinarien Carsten Bresch (Genetik), Gerhart Drews (Mikrobiologie), Hans Grisebach (Biochemie) und Klaus Sander (Entwicklungsbiologie der Tiere) hinzu. Neben Osche gehörten zur „Dritten Generation“, die von 1967 bis 1969 berufen wurde, die Ordinarien Hans-Joachim Elster (Limnologie), Rainer Hertel (Molekularbiologie), Peter Sitte (Zellbiologie), Hanns-Christof Spatz (Biophysik) und Otti Wilmanns (Geobotanik).
Enge Mitarbeiter an seinem Lehrstuhl waren unter anderem Otto-Julius Stärk, Wolfgang Wülker und Peter Weygoldt. Zudem hat Osche vor allem mit Ökologen an anderen Lehrstühlen eng zusammengearbeitet, so mit dem Limnologen Jürgen Schwoerbel. Gemeinsam mit Otti Wilmanns hat er wesentliche Anstöße zur damals jungen Disziplin der Biozönologie geliefert.
Zu den Kernstücken des Freiburger Zoologiestudiums gehörten Osches Vorlesungen „Spezielle Zoologie der Wirbellosen“, die er in jedem Wintersemester von 1967 bis 1988 hielt und die unter seinen Studenten als „legendär“ in Erinnerung blieben. Auch mit den Vorträgen, die er im Rahmen der Ringvorlesung zur „Biologie des Menschen“ hielt, begeisterte er nicht nur seine Kollegen und Studenten, sondern ein interessiertes Publikum in Freiburg und Umgebung.
Osche verfasste zahlreiche allgemeine und populärwissenschaftliche Texte wie die beiden Bücher Ökologie und Evolution, die im Freiburger Verlag Herder herausgegeben wurden. Im gleichen Verlag erschien von 1983 bis 1987 das achtbändige Herder-Lexikon der Biologie, bei dem Osche zusammen mit Claus-Günter Collatz als Fachberater für Zoologie wirkte. 
1988 wurde Günther Osche vorzeitig emeritiert.

## Mitgliedschaften und Ehrungen
- Korrespondierendes Mitglied der Akademie der Wissenschaften und der Literatur Mainz
- 1973: und 1974 Präsident der Deutschen Zoologischen Gesellschaft
- 1979: Mitglied Deutsche Akademie der Naturforscher Leopoldina
- 2001: Ehrendoktorwürde der Universität Bonn[2]
- 2006: Ehrenmitglied der Deutschen Zoologischen Gesellschaft[3]